# Списак старих народа
Ово је списак старих народа. У списак су укључени народи који су играли значајну улогу у одређеним историјским периодима, од доба првих цивилизација до новог века. Народи су класификовани према језику којим су говорили, укључујући и народе чији језици нису уопште или у довољној мери познати савременој науци, а који су класификовани као народи некласификованих језика. У списку се налазе како они народи који су нестали са историјске сцене (на пример Сумерци или Хазари), тако и они који постоје и данас (на пример Грци или Јермени), а такође и народи чији су се потомци измешали са новопридошлим освајачима да би створили нове нације (на пример Астеци или Египћани). У случају ова два последња народа (Астека и Египћана), формиране су нове модерне нације које су задржале име аутохтоних становника земље (Астеци су себе називали Мешици, па отуда и назив Мексико - земља Мешика), али је говорни језик припадника ових модерних нација постао језик новопридошлих освајача (Шпанаца, односно Арапа).

## Списак старих народаЕвропе

### Индо-европски народи

#### Балто-словенски народи

##### Словенски народи
- Словени (Анти, Венеди, Склавини)
  - Источни Словени
    - Руси (Кијевска Русија)
    - Волињани
    - Дуљеби
    - Древљани
    - Драговићи
    - Радимићи
    - Северјани
    - Вјатићи
    - Кривићи
    - Муроми
    - Пољани
    - Улићи
    - Тиверци
    - Иљменски Словени
    - Бели Хрвати (Бела Хрватска)

  - Западни Словени
    - Пољани (Краљевина Пољска)
    - Чеси (Краљевина Бохемија)
    - Моравци (Велика Моравска)
    - Словаци (Њитранска кнежевина)
    - Бели Срби (Бела Србија)
    - Лужичани
    - Милчани
    - Бодрићи
    - Љутићи
    - Поморјани
    - Мазури
    - Вислани

  - Јужни Словени
    - Срби (Кнежевина Србија)
      - Неретљани (Паганија)
      - Захумљани (Захумље)
      - Травуњани (Травунија)
      - Дукљани (Дукља)
      - Бошњани (Бановина Босна, Краљевина Босна)

    - Хрвати (Кнежевина Хрватска)
    - Карантанци (Велика Карантанија)
    - Бугари (Бугарско царство)
    - Македонски Словени (Македонско царство)
    - Панонски Словени (Кнежевина Доња Панонија)
    - Бодрићи
    - Тимочани
    - Браничевци
    - Моравци
    - Седам словенских племена
    - Берзити
    - Драгувити
    - Сагудати
    - Велегезити
    - Вајунити
    - Језерити
    - Милинзи
    - Ринхини
    - Струмљани
    - Смољани
    - Северци / Северјани

##### Балтички народи
- Литванци (Велика Кнежевина Литванија)
- Пруси
- Јатвјази
- Галинди
- Курони
- Земгали
- Селони
- Латгали
- Скалви

#### Германски народи
- Германи (Германија)
  - Готи (Готланд)
    - Остроготи (Остроготска краљевина)
    - Визиготи (Визиготска краљевина)

  - Франци (Франачка краљевина)
  - Бургунди (Бургундска краљевина)
  - Гепиди (Гепидска краљевина)
  - Свеви (Краљевина Свева)
  - Лангобарди (Лангобардска краљевина)
  - Алемани (Алеманија)
  - Тиринжани (Тирингија)
  - Саксонци (Саксонија)
  - Баварци (Баварска)
  - Маркомани
  - Вандали
  - Викинзи (Скандинавија)
  - Варјази (Кијевска Русија)
  - Англи
  - Саси
  - Квади
  - Херули
  - Хаздинзи
  - Скири
  - Ругијци

#### Италски народи
- Латини (Лацијум)
  - Римљани (Стари Рим, Римско краљевство, Римска република, Римско царство)
- Оски (Кампанија)
- Умбри (Умбрија)
- Јужни Пицени (Пиценум)
- Сабињани (Сабинијум)
- Самнити (Самнијум)
- Сикули (Сицилија)

#### Келтски народи
- Келти
  - Гали (Галија)
  - Белги (Белгика)
  - Брити (Британија)
  - Хиберни (Хибернија)
  - Келтибери (Иберија)
  - Кантабри (Кантабрија)
  - Астури (Астурија)
  - Хелвећани (Хелвеција)
  - Норици (Норик)
  - Венети
  - Сенони
  - Боји
  - Ерависци
  - Таурисци
  - Скордисци (Племенска држава Скордиска)
  - Гали Тилиса (Краљевина Тилис)

#### Индо-ирански народи

##### Ирански народи
- Скити (Скитија)
  - Агатирзи
- Сармати (Сарматија)
  - Алани (Аланија)
  - Јазиги
  - Роксолани
  - Сираци

#### Палео-балкански народи
- Антички Македонци (Македонија, Македонско царство)
- Илири (Илирија, Илирска краљевина)
  - Дарданци (Дарданија, Дарданска краљевина)
  - Далмати (Далмација)
  - Панонци (Панонија)
  - Бреуци
  - Ардиеји
  - Аутаријати
  - Десидијати
  - Јаподи
  - Доклеати
  - Плереји
  - Даорси
  - Пенести
  - Албани
  - Партини
  - Тауланти
  - Дасарети
- Трачани (Тракија, Трачка краљевина)
  - Одризи (Одриска краљевина)
  - Мези (Мезија)
  - Трибали (Трибалија)
  - Беси
- Дачани (Дакија, Дачка краљевина)
- Гети
- Пеонци (Пеонија)
- Либурни (Либурнија)
- Венети (Венеција)
- Месапи (Месапија)
- Јапиги (Јапигија)

#### Осталииндо-европски народи
- Грци (Стара Грчка, Босфорска краљевина, Хеленистичке државе, Византија)
- Лигури (Лигурија)
- Лузитанци (Лузитанија)
- Кимерци (Кимерија)
- Бастарни
- Карпи

### Тиренски народи
- Етрурци (Етрурија)
- Рети (Реција)

### Васконски народи
- Васкони / Баски (Васконија)
- Аквитанци (Аквитанија)

### Алтајски народи

#### Туркијски народи
- Хуни (Хунски каганат)
- Авари (Аварски каганат)
- Хазари (Хазарски каганат)
- Прабугари (Стара Велика Бугарска, Бугарски каганат)
  - Поволшки Бугари (Поволшка Бугарска)
- Оногури (Оногурија)
- Кутригури
- Утригури
- Печенези (Печенешки канат)
- Кумани / Половци (Куманија)
- Сабири
- Узи

### Уралски народи

#### Угро-фински народи
- Угри / Мађари (Угарска)
- Лапонци (Лапонија)

### Народи некласификованих језика
- Минојци (Крит, Минојска цивилизација)
- Пелазги (Грчка)
- Ибери (Иберија)
- Тартешани (Иберија)
- Сарди (Сардинија)
- Северни Пицени (Пиценум)
- Пикти (Шкотска)
- Меоти
- Неури
- Будини
- Хиперборејци (Хипербореја)

## Списак старих народаАзије

### Индо-европски народи

#### Анатолски народи
- Хетити (Хетитско царство)
- Лидијци (Лидија)
- Ликијци (Ликија)
- Лувијци
- Каријци (Карија)
- Писидијци (Писидија)
- Палајци

#### Тохарски народи
- Тохарци

#### Индо-ирански народи

##### Ирански народи
- Персијанци (Персија, Персијско царство)
- Парћани (Партија, Парћанско царство)
- Међани (Медија, Међанско царство)
- Масагети

##### Индијски народи
- Аријци (Арјаварта)
- Митанци (Митанско царство)

#### Келтски народи
- Галаћани (Галатија)

#### ОсталиИндо-европски народи
- Јермени (Јерменија)
- Фригијци (Фригија)
- Мизијци (Мизија)
- Кимерци
- Кушани (Кушанско царство)
- Филистејци (Палестина)

### Кавкаски народи

#### Картвелски народи
- Колхиђани (Колхида)
- Иберијци (Кавкаска Иберија)
- Лази (Лазика)

#### Севернокавкаски народи
- Кавкаски Албанци (Кавкаска Албанија)
- Абхази (Абхазија)

### Афро-азијски народи

#### Семитски народи
- Акађани (Акад)
  - Вавилонци (Вавилонија, Вавилонско царство)
  - Асирци (Асирија, Асирско царство)
    - Сирци (Сирија)
    - Халдејци (Халдеја, Халдејско краљевство)
- Феничани (Феникија)
- Аморити (Амуру)
- Јевреји (Израиљ, Јудеја)
- Арабљани (Арабија)
- Набатејци (Набатејско царство)
- Арамејци

### Алтајски народи

#### Туркијски народи
- Плави Туркијци (Туркијски каганат, Источнотуркијски каганат, Западнотуркијски каганат)
- Селџуци (Царство великих Селџука)
- Ујгури (Ујгурски каганат)
- Огузи
- Карлуци

#### Тунгуско-манџурски народи
- Манџурци (Манџурско царство)

### Кинеско-тибетски народи

#### Кинески народи
- Кинези (Кина, Кинеско царство)

#### Тибетанско-бурмански народи
- Тибетанци (Тибет, Тибетанско царство)

### Аустроазијски народи

#### Мон-кмерски народи
- Кмери (Краљевина Фунан, Кмерско царство)

### Аустронезијски народи

#### Западно-аустронезијски народи
- Малајци (Сривиџаја)
- Чам (Чампа)

### Хуријско-урарћански народи
- Хуријци (Стари Исток)
- Урарћани (Урарту)

### Народи несродних језика
- Сумерци (Сумер)
- Еламци (Елам)
- Хати (Анатолија)
- Јапанци (Јапан)
- Корејци (Кореја)

### Народи некласификованих језика
- Мушки (Анатолија)
- Каскијци (Анатолија)
- Народ Цивилизације индуске долине

## Списак старих народаАфрике

### Афро-азијски народи

#### Египатски народи
- Египћани (Стари Египат)

#### Семитски народи
- Картагињани (Картагина)
- Хикси (Краљевина Хикса)
- Аксумити (Краљевина Аксум)

#### Берберски народи
- Бербери
  - Нумиђани (Нумидија)
  - Мавари (Мавретанија)
  - Либијци (Либија)
  - Гараманти
  - Гетули
  - Мусулами
  - Масесили
  - Гуанчи (Канарска острва)

#### Чадски народи
- Хауса (краљевине Хауса - западна Африка)

### Нилско-сахарски народи

#### Шари-нилски народи

##### Источносудански народи
- Нубијци (Нубија)

#### Сахарски народи
- Канури (Царство Борну)
- Загава (Царство Канем)

#### Народи Сонгаји
- Сонгаји (Царство Сонгаји)

### Нигер-кордофански народи

#### Нигер-конгоански народи

##### Западноатлантски народи
- Волоф (Царство Волоф)
- Фулбе (Такрур)

##### Народи Манде
- Сонинке (Царство Гана)
- Мандинка (Царство Мали)
- Сосо (Царство Сосо)

##### Народи Гур
- Моси (краљевине Моси - западна Африка)

##### Народи Ква
- Јоруба (државе Јоруба - западна Африка)

##### Народи Бенуе-Конго
Народи Банту:
- Конго (Краљевина Конго, Краљевина Лоанго, Краљевина Каконго)
- Теке (Краљевина Тио)
- Мбунду (Краљевина Ндонго)
- Војо (Краљевина Нгојо)
- Шона (Краљевина Мутапа)
- Свахили (државе Свахили - источна Африка)

### Индо-европски народи

#### Германски народи
- Вандали (Вандалска краљевина)

### Народи некласификованих језика
- Кушити (Краљевина Куш)
- Народ културе Нок
- Народ културе Сао

## Списак старих народа Америке

### Америндијански народи

#### Јуто-астечко-таноански народи
- Нахуа
  - Толтеци (Царство Толтека)
  - Астеци (Царство Астека)
  - Тлашкаланци (Тлашкала)
  - Тепанеци (Тлакопан)
  - Аколхуа (Тешкоко)

#### Народи Пенути
- Маје
- Хуастеци
- Тотонаци
- Тарасци

#### Народи Макро-Ото-Манге
- Запотеци
- Миштеци
- Отоми

#### Андско-екваторијални народи
- Инке (Царство Инка)

### Народи некласификованих језика
- Олмеци

## Списак старих народаАустралијеиОкеаније

### Аустралијски народи
- Абориџини

### Аустронезијски народи

#### Полинежански народи
- Рапа Нуи

## Списак старих народамитских континената
- Атлантиђани (Атлантида)
- Меропи (Меропида)